# Coniah Boyce-Clarke
Coniah Chronicles Boyce-Clarke (ur. 1 marca 2003 w Reading) – jamajski piłkarz z obywatelstwem brytyjskim występujący na pozycji bramkarza, reprezentant Jamajki, od 2022 roku zawodnik angielskiego Reading.